# Moctesuma Esparza
Moctesuma Esparza (* 12. März 1949 in East Los Angeles, Kalifornien) ist ein US-amerikanischer Filmproduzent, Unterhaltungsmanager, Unternehmer und Aktivist. Er ist Vorstandsvorsitzender von Maya Cinemas, einer Kinokette, die sich an das Latino-Publikum in den Vereinigten Staaten richtet. Außerdem ist er zusammen mit Carolyn Caldera Partner bei Esparza/Caldera Entertainment und gründete 2007 die Filmverleih- und Produktionsfirma Maya Entertainment.
Esparza ist ein Förderer des Latino-Films und viele seiner Filme behandeln Chicano-Themen. Er hat mehr als zwanzig Filme produziert, darunter mehrere für das Fernsehen, und mehr als 200 Preise gewonnen.
Esparza, der sich in den 1960er Jahren an der Bewegung für Bürgerrechte und Gleichberechtigung der mexikanischen Amerikaner beteiligte, arbeitet nach wie vor mit Bildungs-, Kultur- und Berufsorganisationen zusammen, insbesondere mit solchen, die Latinos in der Medienproduktion ausbilden.

## Kindheit und Bildung
Esparza ist in East Los Angeles, Kalifornien, geboren und aufgewachsen. Sein Vater war 1918 als Flüchtling vor der mexikanischen Revolution in die USA eingewandert. Das Bewusstsein seines Vaters für die Beweggründe der Revolution vermittelte ihm einen ausgeprägten Sinn für soziale Gerechtigkeit. Als Kind sah er sich spanischsprachige Filme in den zahlreichen Kinos von Los Angeles an, die solche Filme anboten. Er schauspielerte, spielte Saxophon und liebte Filme.
Er besuchte die School of Theater, Film and Television an der University of California, Los Angeles, wo er 1971 seinen Bachelor of Arts und 1973 seinen M.F.A. in der gleichen Fachrichtung erhielt. Während seines zweiten Studienjahres an der UCLA gründete Moctesuma ein Programm für ethnische Kommunikation an der Filmschule. Er schrieb einen Antrag, entwickelte den Lehrplan und schuf (als Student) das erste multikulturelle Filmprogramm in den Vereinigten Staaten.
In den 1960er Jahren engagierte er sich in der Chicano-Bewegung und setzte sich für die Bürgerrechte der mexikanischen Amerikaner ein. Er war einer der Organisatoren der Chicano Blowouts von 1968, einer Reihe von Jugendprotesten, die von dem Pädagogen Sal Castro initiiert wurden und bei denen mexikanisch-amerikanische Bürger gleiche Bildungschancen forderten. Sein Umgang mit der Presse während der Proteste führte zu seinem Interesse an den Medien und sein HBO-Film Walkout (2006) basiert auf den Ereignissen der Proteste.

## Karriere

### Frühe Jahre
Esparzas früheste Filmarbeit stand im Dienst der Chicano-Bewegung. Er filmte eine Rede von Reies Lopez Tijerina an der UCLA sowie das Chicano-Moratorium 1970 gegen den Vietnamkrieg. Das Filmmaterial des Moratoriums wurde zu seinem ersten Dokumentarfilm, Requiem 29. Er half bei der Organisation von Chicano-Studentenkonferenzen und dem Media Urban Crisis Committee, das die Auswirkungen der Medien auf Minderheitengemeinschaften analysierte und Mitgliedern dieser Gemeinschaften empfahl, eine Filmschule zu besuchen.

### Produzent
Nach seinem Abschluss an der UCLA arbeitete er für das Kinderfernsehprogramm Sesamstraße und entwickelte zweisprachige Beiträge. Kurz darauf produzierte er den Fernsehpiloten und die erste Staffel der mehrfach preisgekrönten PBS-Serie Villa Alegre. Seine erste Werbeproduktion Drunk Drivers Get Carried Away wurde mit einem Clio Award ausgezeichnet und er arbeitete als Produzent und Autor für die Dokumentarfilmabteilung von NBC in Los Angeles.
Nach dem Erfolg von Villa Alegre wurde Esparza unabhängiger Produzent von Dokumentarfilmen. Er drehte auch eine Produktion der Chicano-Comedy-Truppe Culture Clash, A Bowl of Beings. Sein großer Durchbruch in Hollywood gelang ihm mit dem Spielfilm Milagro – Der Krieg im Bohnenfeld als Partner von Esparza-Katz Productions, wo er unter anderem auch Selena und Rising Star produzierte.

### Maya Cinemas
Im Jahr 2005 eröffnete Esparza das erste Multiplex-Kino der Maya Cinemas-Kette mit 14 Sälen in Salinas, Kalifornien. Seitdem hat er 16 weitere Multiplexe in Kalifornien eröffnet, 26 weitere sind in Texas geplant. Maya Cinemas zeigt hauptsächlich Erstaufführungen von Hollywood-Filmen, teilweise mit spanischen Untertiteln, aber auch ausländische und unabhängige Filme. Alle Kinos sind mit Maya-Motiven dekoriert, die an die Kinos in Los Angeles erinnern, die Esparza in seiner Jugend besucht hat.
2007 trat Esparza aus dem Kuratorium der California State University zurück. Nachdem er die Eröffnung des Maya Cinema auf dem Campus Pointe Project der California State University, Fresno, geplant hatte, reichte ein benachbarter Grundstückseigentümer, der ebenfalls die Eröffnung eines Kinos plante, eine Klage ein, in der er Esparza einen Interessenkonflikt bei der Entwicklung des Projekts während seiner Zeit als Mitglied des Kuratoriums vorwarf. Obwohl die Universität entschied, dass kein Interessenkonflikt vorlag, trat Esparza mit der Begründung zurück, er tue dies aus „Respekt vor der Absicht des Regierungsgesetzes, auch nur den Anschein eines Interessenkonflikts zu vermeiden“.

## Filmografie (Auswahl)
Als Filmproduzent
- 1970: Requiem-29 (Kurz-Dokumentarfilm)
- 1977: Agueda Martinez: Our People, Our Country (Kurz-Dokumentarfilm)
- 1979: Only Once in a Lifetime
- 1984: Radioactive Dreams
- 1988: Telephone Terror (The Telephone)
- 1988: Milagro – Der Krieg im Bohnenfeld (The Milagro Beanfield War)
- 1990: The Ambulance
- 1993: Gettysburg
- 1996: Lorca – Mord an der Freiheit (The Disappearance of Garcia Lorca)
- 1997: Selena – Ein amerikanischer Traum (Selena)
- 2000: Price of Glory
- 2018: Taco Shop
- 2019: Como caído del cielo: Pedros Zugabe (Como caído del cielo)
- 2023: Palido – Revenge Will Find You (Due Justice)

## Auszeichnung
Moctezuma hat über 200 Auszeichnungen und Preise gewonnen, darunter einen Emmy Award, einen Clio Award, einen ALMA Award und einen CINE Golden Eagle Award. Außerdem wurde er 1978 für einen Oscar und 2000 einen Golden Globe nominiert. Von der UCLA Alumni Association erhielt er 1994 den Professional Achievement Award. Im Jahr 2008 wurde Moctesuma von der Imagen Foundation zu einem der 50 „Most Powerful and Influential Latinos“ gewählt.